# Liste d'élections en 1940
Chronologie des élections
- 1936
- 1937
- 1938
- 1939
- 1940
- 1941
- 1942
- 1943
- 1944

Cette liste recense les élections organisées durant l'année 1940. Elle inclut les élections législatives et présidentielles nationales dans les États souverains, ainsi que les principaux référendums.
L'Europe presque entière et l'Asie orientale sont profondément affectées par la Seconde Guerre mondiale. L'Allemagne nazie occupe déjà l'Autriche, la Tchécoslovaquie, la Pologne. Durant l'année 1940, l'Allemagne envahit la Norvège, la Belgique, la France, le Luxembourg et les Pays-Bas ; l'Union soviétique envahit une partie de la Finlande, les États baltes, et une partie de la Roumanie ; l'Italie envahit le Somaliland britannique et l'Égypte, et tente en vain d'envahir la Grèce ; et le Japon établit un État satellite sur une partie de la Chine. Du côté des Alliés, le Royaume-Uni envahit l'Islande (État neutre) afin de disposer d'une base stratégique dans l'Atlantique. Le reddition de la France au mois de juin signifie que le Royaume-Uni résiste seul en Europe face à l'expansionnisme nazi, avec l'appui toutefois de son empire colonial, et des États indépendants du Commonwealth. À partir du mois de septembre, la Grande-Bretagne subit le Blitz.
Dans ces conditions, la vie démocratique normale est suspendue dans presque toute l'Europe. Seule la Suède, État neutre, organise des élections démocratiques ordinaires (septembre). En juillet, l'URSS impose des élections législatives truquées et à parti unique aux États baltes, afin de légitimer leur annexion.
Les États indépendants des Amériques, à l'inverse, ne sont pas entrés en guerre en 1940, à la seule exception du Canada. La quasi-totalité des élections de l'année 1940 se déroulent ainsi sur le continent américain.

## Par mois

### Janvier
| Date             | Pays     | Élections      | Notes                                                                             | Résultats |
| ---------------- | -------- | -------------- | --------------------------------------------------------------------------------- | --- |
| 10 et 11 janvier | Équateur | Présidentielle | L'Équateur ne participe pas à la guerre en 1940. Ces élections sont frauduleuses. | Officiellement, les élections sont remportées par Carlos Alberto Arroyo del Río (Parti libéral radical), avec 53,2 % des voix devant notamment José María Velasco Ibarra (conservateur sans étiquette). Ces résultats ayant été falsifiés, les résultats réels sont incertains. |

### Février
| Date       | Pays       | Élections      | Notes                                               | Résultats |
| ---------- | ---------- | -------------- | --------------------------------------------------- | --- |
| 11 février | Costa Rica | Présidentielle | Le Costa Rica ne participe pas à la guerre en 1940. | Rafael Ángel Calderón Guardia (Parti républicain national : libéral, centre-gauche) est élu avec 84,5 % des voix, devant notamment Manuel Mora (Parti des travailleurs et des fermiers : communiste). |

### Mars
| Date    | Pays    | Élections                      | Notes                                                    | Résultats |
| ------- | ------- | ------------------------------ | -------------------------------------------------------- | --- |
| 10 mars | Bolivie | Législatives et présidentielle | La Bolivie ne participe pas à la guerre en 1940.         | Alternance. Le bloc de partis de droite (dont le Parti républicain authentique et le Parti républicain socialiste) remporte une majorité absolue des sièges, devant le bloc de gauche mené par le Parti socialiste unifié. Le général Enrique Peñaranda, candidat de l'alliance des partis de droite, est élu président de la République avec 86 % des voix, devant notamment José Antonio Arze (Parti de la gauche révolutionnaire : communiste). |
| 26 mars | Canada  | Législatives                   | Le Canada participe à la guerre dans le camp des Alliés. | Le Parti libéral (progressiste, centre-gauche) conserve la majorité absolue des sièges, devant notamment le Parti conservateur. William Lyon Mackenzie King demeure premier ministre. |

### Avril
Il n'y a pas d'élection nationale en avril 1940.

### Mai
| Date   | Pays   | Élections                      | Notes                                           | Résultats |
| ------ | ------ | ------------------------------ | ----------------------------------------------- | --- |
| 11 mai | Panama | Législatives et présidentielle | Le Panama en 1940 ne participe pas à la guerre. | La Coalition nationale (alliance de partis nationalistes, conservateurs et libéraux), qui disposait déjà de la majorité absolue des sièges, remporte tous les sièges sauf un (revenant à un parti conservateur régionaliste). Au sein de cette alliance, le Parti révolutionnaire national (droite nationaliste et xénophobe, hostile à la présence militaire américaine dans la Zone du canal de Panama) dispose à lui seul d'une majorité absolue des sièges. Le Front populaire (coalition de partis d'opposition libéraux et socialistes) perd ainsi tous ses sièges. Arnulfo Arias (PRN) est élu président de la République avec 97,3 % des voix, face à Ricardo Joaquín Alfaro Jované (Front populaire). |

### Juin
Il n'y a pas d'élection nationale en juin 1940.

### Juillet
| Date             | Pays     | Élections                      | Notes | Résultats |
| ---------------- | -------- | ------------------------------ | --- | --- |
| 7 juillet        | Mexique  | Législatives et présidentielle | Le Mexique en 1940 ne participe pas à la guerre. | Le Parti de la révolution mexicaine (corporatiste, centre-gauche) remporte tous les sièges sauf un à la Chambre des députés. Son candidat Manuel Ávila Camacho est élu président de la République avec 93,9 % des voix, devant notamment Juan Andreu Almazán (Parti révolutionnaire de l'unification nationale, conservateur).                                                                                               |
| 14 juillet       | Cuba     | Législatives et présidentielle | Cuba ne participe pas à la guerre en 1940. | Alternance. Fulgencio Batista (Coalition socialiste démocratique : union de partis socialistes, libéraux, conservateurs et communistes) est élu président avec 56,7 % des voix, devant notamment Ramón Grau (Parti authentique : corporatiste, national-syndicaliste). La Coalition remporte une majorité absolue des sièges aux deux chambres du Congrès.                                                                   |
| 14 et 15 juillet | Estonie  | Législatives                   | Ces élections sont organisées par les forces d'occupation soviétiques, et sont truquées. Elles se déroulent dans un climat d'intimidation. Presque tous les candidats d'opposition sont contraints de se retirer avant le scrutin.                                                                                                   | La Ligue des travailleurs (communiste) remporte tous les sièges. Johannes Vares, nommé à la tête du gouvernement à la suite de l'invasion soviétique en juin, demeure premier ministre. Le 21 juillet, le Parlement proclame la République socialiste soviétique d'Estonie, et demande son intégration dans l'URSS. Celle-ci est formellement approuvée le 6 août.                                                           |
| 14 et 15 juillet | Lettonie | Législatives                   | Ces élections sont organisées par les forces d'occupation soviétiques, et sont truquées. Seul le mouvement « Bloc des travailleurs » (communiste) est autorisé à présenter des candidats ; les candidatures d'opposition sont interdites. Les électeurs doivent voter pour ou contre les candidats de la liste d'union.              | Le Bloc des travailleurs remporte tous les sièges, avec un taux d'approbation officiel de 97,8 %. Augusts Kirhenšteins (sans étiquette), nommé à la tête du gouvernement à la suite de l'invasion soviétique en juin, demeure premier ministre. Le 21 juillet, le Parlement proclame la République socialiste soviétique de Lettonie, et demande son intégration dans l'URSS. Celle-ci est formellement approuvée le 5 août. |
| 14 et 15 juillet | Lituanie | Législatives                   | Ces élections sont organisées par les forces d'occupation soviétiques, et sont truquées. Seul le mouvement « Union des travailleurs » (à dominante communiste) est autorisé à présenter des candidats ; les candidatures d'opposition sont interdites. Les électeurs doivent voter pour ou contre les candidats de la liste d'union. | L'Union des travailleurs remporte tous les sièges, avec un taux d'approbation officiel de plus de 99 %. Justas Paleckis, nommé à la tête du gouvernement à la suite de l'invasion soviétique en juin, demeure premier ministre. Le 21 juillet, le Parlement proclame la République socialiste soviétique de Lituanie, et demande son intégration dans l'URSS. Celle-ci est formellement approuvée le 3 août.                 |

### Août
| Date   | Pays     | Élections  | Notes | Résultats                                             |
| ------ | -------- | ---------- | --- | ----------------------------------------------------- |
| 4 août | Paraguay | Référendum | Une proposition de nouvelle Constitution est soumise aux citoyens. Elle fait suite à la dissolution du Parlement et à la proclamation d'une dictature par le président José Félix Estigarribia. Elle vise ainsi à renforcer les pouvoirs de l'exécutif, autorisant notamment le président à censurer la presse et suspendre les libertés individuelles. Elle abroge le Sénat et restreint les pouvoirs de la Chambre des représentants. Le président gouvernerait avec un appui institutionnalisé de l'armée, de l'Église catholique, et de représentants de divers corps de métier. Elle s'inspire des régimes autoritaires Estado Novo en place au Brésil et au Portugal. | La Constitution est approuvée par 92,4 % des votants. |

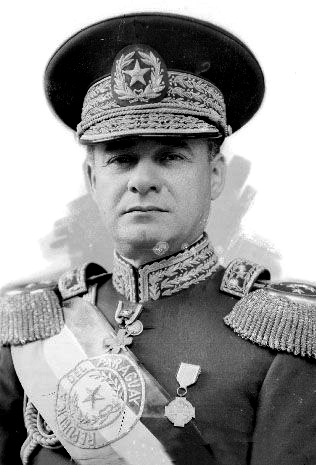
José Félix Estigarribia, dictateur paraguayen dont l'autorité est renforcée par le référendum du mois d'août.

### Septembre
| Date         | Pays      | Élections    | Notes | Résultats |
| ------------ | --------- | ------------ | --- | --- |
| 15 septembre | Suède     | Législatives | La Suède est un État neutre durant la guerre. | Le Parti social-démocrate des travailleurs (centre-gauche), qui disposait d'une majorité relative des sièges, remporte cette fois la majorité absolue. Per Albin Hansson demeure premier ministre. |
| 21 septembre | Australie | Législatives | Renouvellement de l'ensemble des sièges de la Chambre des représentants, et de la moitié des sièges du Sénat. L'Australie participe à la guerre dans le camp des Alliés. | Parlement sans majorité. La Coalition composée du Parti de l'Australie unie (conservateur) et du Parti rural (conservateur) perd sa majorité absolue à la Chambre des représentants, mais y conserve la majorité relative ; elle conserve sa majorité absolue au Sénat. Robert Menzies (Coalition) demeure premier ministre, grâce au soutien de deux députés sans étiquette. |

### Octobre
Il n'y a pas d'élection nationale en octobre 1940.

### Novembre
| Date       | Pays       | Élections                      | Notes                                                  | Résultats |
| ---------- | ---------- | ------------------------------ | ------------------------------------------------------ | --- |
| 5 novembre | États-Unis | Législatives et présidentielle | Les États-Unis en 1940 ne participent pas à la guerre. | Le Parti démocrate (centre-gauche, progressiste) conserve sa majorité absolue des sièges aux deux chambres du Congrès. Franklin Delano Roosevelt (démocrate) est réélu président pour un troisième mandat avec 54,7 % des suffrages populaires, face à Wendell Willkie (Parti républicain). |

### Décembre
| Date        | Pays   | Élections  | Notes | Résultats                                             |
| ----------- | ------ | ---------- | --- | ----------------------------------------------------- |
| 15 décembre | Panama | Référendum | Une proposition de nouvelle Constitution est soumise aux citoyens. Elle réaffirme la pleine indépendance du Panama vis-à-vis des États-Unis, et renforce les pouvoirs de l'exécutif. | La Constitution est approuvée par 98,7 % des votants. |